# Madhyamaka
Madhyamaka är en filosofisk inriktning inom mahayanabuddhismen som baseras på Nagarjunas skrifter.
Madhyamaka är uppkallad efter Nagarjunas magnum opus, Mūla-Madhyamaka-Kārikā ("Fundamentala verser på mittenvägen"). I detta verk redogör Nagarjuna för en medelväg mellan nihilism/annihilationism och eternalism. Nagarjuna menar att allt som finns är fritt från en fristående existens, och att allt således är tomt (sunyata). Han ansåg att allt var ett resultat av orsak och verkan, och att ett enskilt objekt eller ett enskilt fenomen därför inte kunde sägas existera fristående från andra objekt eller fenomen.
Nagarjuna menade dock att detta inte innebär att inget existerar, utan enbart att ingenting har en existens fristående från allting annat. Vidare ansåg Nagarjuna att även nirvana var fritt från en fristående existens, och att samsara och nirvana därför inte heller var fristående från varandra.